# كروفني
كروفني (بالألبانية والكرواتية: Krafne، بالصربية: крофне) هي دونات مملوءة بالهواء. وهي دائرية الشكل ومحشوة عادة بالهلام أو المربى أو الشوكولاتة بالإضافة إلى الزبدة والقرفة. يمكن أيضًا حشوها بالكاسترد أو الكريمة، ولكن هذا أقل شيوعًا عادةً. يأتي الاسم من الكلمة الألمانية Krapfen، وهو أحد أشكال المعجنات الأوروبية الوسطى المعروفة باسم برلينية.
تتضمن وصفة الكروفني المصنوعة محليًّا الخميرة والحليب والسكر والدقيق والملح والزبدة والبيض والروم وقشر الليمون والمربى والسكر البودرة. تُعجن العجينة وتحضر ثم تقطع إلى قطع صغيرة، ثم تُشكَّل على شكل كرة صغيرة مما يسهل طهيها.

في صربيا وكرواتيا وسلوفينيا، يزداد استهلاك الكروفني زيادة كبيرة خلال الكرنفال الشتوي السنوي. تُقدّم في كرواتيا في يوم رأس السنة الجديدة كرمز للحظ السعيد وللازدهار،[بحاجة لمصدر] وتُقدّم في الأعياد الأخرى مثل عيد الفصح وعيد الميلاد وعيد الشكر. 

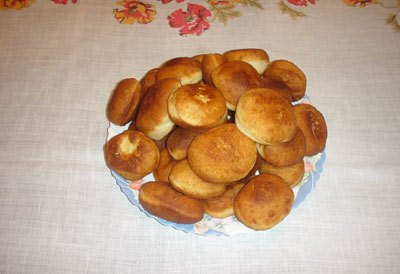

## روابط خارجية
- فيديو: وصفة الكروفني